# Conceição do Rio Verde
Conceição do Rio Verde là một đô thị thuộc bang Minas Gerais, Brasil. Đô thị này có diện tích 370,04 km², dân số năm 2007 là 12708 người, mật độ 36,8 người/km².